# A-Data
A-Data est une entreprise taiwanaise produisant des composants informatiques basés sur la mémoire. Elle a été fondée en 2001 par Simon Chen.

## Historique
A-DATA Technology a été fondée le 17 mai 2001. Le 8 octobre 2004, A-DATA entre en bourse de TAIEX. Cette opération financière réussie lui permet de se faire rapidement un nom sur le marché taïwanais. En 2005 l'entreprise a été classé 17e dans le Top 20 des marques mondiales taiwanaises, par Interbrand , puis 17e l'année suivante. Le chiffre d'affaires, en constante croissance depuis sa création passe la barre de 1,3 milliard de dollars US en 2006.
En 2008, A-DATA est le 2e plus grand fournisseurs de modules DRAM, il occupe 7,1 % du marché.

## Identité visuelle

Premier (?) logo
Logo d'A-Data jusqu'en 2009 (?)
Logo actuel